# Datz
Datz (Die Aquarien- und Terrarienzeitschrift) – niemieckojęzyczny miesięcznik poświęcony trzem głównym tematom:
- akwarystyce słodkowodnej
- akwarystyce morskiej
- terrarystyce

Datz jest wydawany przez wydawnictwo Verlag Eugen Ulmer w Stuttgarcie od roku 1947. Czasopismo to jest organem niemieckiego zrzeszenia związków nauk o akwariach i terrariach (Verband Deutscher Vereine für Aquarien- und Terrarienkunde (VDA) e.V.).
Numeracja L dotycząca identyfikacji gatunków ryb z rodziny zbrojnikowatych (Loricariidae) bazuje na publikacjach magazynu Datz.